# PlayStation Network
PlayStation Network, abreviado como PSN, es un servicio de entretenimiento multimedia digital proporcionado por Sony Interactive Entertainment. Fue lanzado en noviembre de 2006. PlayStation Network fue concebido originalmente para las consolas de videojuegos PlayStation, pero pronto se amplió para abarcar teléfonos inteligentes, tabletas, reproductores de Blu-ray y televisores de alta definición. Reemplazó a Sony Entertainment Network en 2015 y este servicio es la cuenta para consolas PlayStation, las cuales pueden almacenar videojuegos y otros contenidos.
A partir de enero de 2025, más de 132 millones de usuarios acceden al servicio mensualmente. Los servicios de PlayStation Network están dedicados a un mercado en línea (PlayStation Store), un servicio de suscripción prémium para el juego en línea y funciones sociales (PlayStation Plus), transmisión de música (PlayStation Music, basada en Spotify) y, anteriormente, un servicio de videojuegos en la nube (PlayStation Now; incorporado a PlayStation Plus Premium en junio de 2022). El servicio está disponible en 73 territorios.

## Historia
Desde ya el 2000 la consola PlayStation 2 podía conectarse a internet, aunque su servicio en línea no se llamaba PlayStation Network (PSN), pero no fue hasta el 11 de mayo de 2005 donde Sony incorporó a su segunda sobremesa el sistema en línea PS Network aunque hoy en día ya no se encuentra disponible desde hace ya muchos años. Y algunos juegos fueron compatibles como Resident Evil 4, Metal Gear Solid 3: Snake Eater, Metal Gear Solid 3: Subsistence, entre otros juegos.
El 15 de mayo de 2006, Sony anunció un servicio en línea unificada para el sistema PlayStation 3 en la reunión de 2006 PlayStation Business Briefing en Tokio, cuyo título provisional era PlayStation Network Platform.
En el Tokyo Game Show del 21 de septiembre de 2006, se reveló que los usuarios podrían descargar algunos de los títulos de PlayStation y PSP desde la PlayStation Network.
El 8 de mayo de 2007 Sony Computer Entertainment anunció las PlayStation Network Cards, una manera de ingresar dinero en el monedero electrónico de la cuenta sin la necesidad de hacer una transferencia bancaria. Cada billete contiene un código alfanumérico de 12 caracteres que puede ser introducido en la PlayStation Network para recargar el saldo de la cuenta.

### Hackeo en abril de 2011
El 21 de abril de 2011 se iniciaron operaciones de mantenimiento no programadas inicialmente, dejando el servicio inoperativo. El mantenimiento se alargó sin ningún motivo aparente para los usuarios hasta el 27 de abril, cuando Sony anunció mediante un comunicado una intrusión no autorizada ilegal entre el 17 y el 19 de abril. Esta intrusión comprometió la información personal de los usuarios, y posiblemente, la información de las tarjetas de crédito utilizadas para la compra en PlayStation Store.
La intrusión a la base de datos de los usuarios, se realizó con una "técnica muy sofisticada", según los responsables de la compañía, en la cual los crackers, lograron encubrirlo como una compra en la plataforma en línea, por lo que los sistemas de seguridad no detectaron la intrusión, y tras pasar del servidor web, lograron explotar una vulnerabilidad del servidor de aplicaciones para instalar software, que más tarde fue usado para acceder al servidor de la base de datos, protegido por un tercer firewall. La vulnerabilidad explotada, era desconocida por Sony.
Mediante ésta vulnerabilidad explotada en los sistemas de la empresa, se obtuvieron 10 millones de números de tarjetas de créditos, Sony asegura que estaban cifrados, y sin almacenar los códigos de seguridad.
El 16 de mayo de 2011, Sony confirmó que PlayStation Network volvería a ponerse en funcionamiento, aunque sólo de manera parcial. PlayStation Store no fue reactivada, pero sí el juego en línea. Los servidores de los Estados Unidos y Latinoamérica fueron los primeros en habilitarse y, al final del día, en Europa. Sin embargo, en Japón no estuvo disponible PSN en ese día, bajo orden del gobierno japonés, a la espera de mostrar resultados que demuestren que PSN es totalmente seguro.
El 31 de mayo de 2011, PlayStation Store volvió a abrirse en América y Europa. Sony puso a disposición de los jugadores el pack llamado "Welcome Back" (Bienvenido de nuevo) que incluía un mes gratis de suscripción a PlayStation Plus y dos juegos de PS3 a escoger de entre cinco (o dos juegos de una lista de cinco para PSP). A principios de junio del mismo año, fue abierta la PSN japonesa, así como la Store para ese país.
La asociación de consumidores FACUA exigió ante la Agencia Española de Protección de Datos que se investigue a Sony, dado que la red no contaba con suficientes medidas de seguridad para proteger los datos de los usuarios. Estimó que la cantidad de usuarios españoles afectados fueron 330.000, y les aconsejó que den de baja inmediatamente sus tarjetas de crédito. Para evitar futuros robos de tarjetas se recomendó el uso de tarjetas de regalo.

## Registro de usuario
La inscripción se realiza a través de las consolas Playstation 3, Playstation 4, Playstation 5, PSP, PS Vita o un ordenador personal. Se pueden crear dos tipos de cuentas:
- La cuenta maestra permite el pleno acceso a todas las opciones de control parental. El propietario de la cuenta tiene que ser mayor de 18 años para crearla.
- La subcuenta puede ser creada posteriormente para establecer restricciones y ser supervisadas por el titular de la cuenta maestra.[8]

Las cuentas no están asociadas al número de serie de PS3. Los usuarios pueden comprar o vender consolas usadas sin ningún problema y las cuentas pueden ser utilizadas en diferentes consolas físicas accediendo como usuario invitado. Así mismo, una sola consola PS3 puede tener múltiples cuentas maestras. Se necesita estar registrado en la PSN para poder acceder a la tienda virtual PlayStation Store y una cuenta de invitado puede ser usada para descargar en otra consola productos PSN adquiridos previamente. No se requiere ninguna cuenta para acceder al navegador web incluido en la PS3. La opción de descargar productos comprados en otras consolas se puede instalar en un máximo de 3 sistemas PS3 diferentes.
PlayStation Network se lanzó en la mayoría de países el 23 de marzo de 2007. En los países donde no estaba a la venta PS3 era posible inscribirse desde la página web de Sony Computer Entertainment.
En PlayStation 4 los usuarios pueden registrarse usando una cuenta creada en PlayStation 3 o PlayStation Vita o pueden registrarse creándose una cuenta nueva.
Sony confirmó que a partir de 2019 los usuarios tendrán la posibilidad de cambiar su ID de PSN, función que ha sido demandada por los usuarios durante muchos años. Dicho cambio de ID puede ocasionar la pérdida del acceso a contenidos (incluyendo contenido de pago), pérdida del progreso en los juegos y sistema de trofeos, mal funcionamiento de los juegos o aplicaciones, el ID previo podría ser visible por algunos jugadores.

## Servicios
La lista de los servicios para la PSN son:
- Comunicación y comunidad
  - Cuentas creadas a través del registro de usuario
  - Lobbies/Matchmaking
  - Puntajes/Ranking
  - Trofeos
  - Descargas de juegos de demostración
  - Descargas de series de TV y películas[10]
  - Lista de amigos (hasta agregar 2000 y visualizar hasta 100) con un avatar
  - Chat de voz
  - Chat de texto
  - Mensajería instantánea
  - Navegador web
  - PlayStation Home (exclusivo de PS3 y dejó de funcionar en 2015)
  - Life With PlayStation

- Cuenta
  - Registro de Usuarios
  - Inicio de sesión con ID de usuario único

- Comercio
  - PlayStation Store
  - Qore

## Disponibilidad
PlayStation Network está disponible desde 2017 en 70 estados soberanos (países) y 2 territorios (Hong Kong y Taiwán) con servicio oficial disponible en su territorio (aun así puede usarse en cualquier lugar del mundo, si en la cuenta se especifica alguno de los disponibles):
| - Alemania - Arabia Saudita - Argentina - Australia - Austria - Baréin - Bélgica - Bolivia - Bulgaria - Canadá - Catar - Chile - China - Chipre - Colombia | - Corea del Sur - Costa Rica - Croacia - Dinamarca - El Salvador - Ecuador - Emiratos Árabes Unidos - Eslovaquia - Eslovenia - España - Estados Unidos - Filipinas - Finlandia - Francia - Grecia | - Guatemala - Honduras - Hong Kong - Hungría - India - Indonesia - Irlanda - Islandia - Israel - Italia - Japón - Kuwait - Líbano - Luxemburgo - Malasia | - Malta - México - Nicaragua - Noruega - Nueva Zelanda - Omán - Países Bajos - Panamá - Paraguay - Perú - Polonia - Portugal - Reino Unido - Rumania - Rusia | - Serbia - Singapur - Sudáfrica - Suecia - Suiza - Tailandia - Taiwán - Turquía - Ucrania - Uruguay - Vietnam |

## PlayStation Store
PlayStation Store es un servicio basado en compras en línea para la PSN que está disponible para PlayStation 3, PlayStation 4, PlayStation 5, PlayStation Portable y PlayStation Vita. La PlayStation Store es actualizada cada jueves; éstas actualizaciones comúnmente son de contenidos como nuevas demos de juegos, tráileres de juegos, tráileres de películas, juegos, fondos de pantalla y temas.

### Servicio de descarga de vídeo
Peter Dille, vicepresidente de mercado de SCE y PlayStation Network, anunció en el Blog oficial de PlayStation que el servicio de descarga de vídeo consistente en series de TV completas y películas sería lanzado en 2008.
En la Sony’s mid-term strategy meeting del 26 de junio de 2008, Kaz Hirai afirmó que el servicio de descarga de vídeo estaría disponible en verano, inicialmente en Estados Unidos y posteriormente en Europa y Japón. Se amplió la información en el E3 Press Conference de 2008. Películas y series de TV estarían disponibles en versiones completas o para alquilarlas; estarían disponibles usando la PlayStation Store. Diversos estudios de TV y películas están participando en el servicio de descarga de vídeo: Sony Pictures, MGM, Lionsgate, Fox Home Entertainment, Warner Bros, Disney, Paramount Pictures, Studio Bones y Funimation Entertainment. El servicio estuvo disponible en Estados Unidos el 15 de julio de 2008, el mismo día de la conferencia de Sony en el E3.

### Home
El 3 de junio de 2008 SCEA anunció un nuevo servicio Home, que sería lanzado el la PlayStation Store el 5 de junio del mismo año. En un comunicado de prensa publicado en el Blog oficial de PlayStation, Home fue descrito como un estilo de vida mensual de jugadores altamente interactivo, cubriendo el mundo dentro de PlayStation a su modo en PS3.

### Clásicos del PSOne
PSOne Classics, lanzado el 3 de mayo de 2007 es un servicio que permite a los usuarios de PS3 y PSP descargar juegos para PlayStation 1 directamente al disco duro de su PS3 o a la Memory Stick de su PSP o Ps Vita.

### Demos
Este servicio da la posilibidad de descargar demos de videojuegos que son guardados directamente en el disco duro de la PS3 o en la Memory Stick de la PSP o Ps Vita.

## PlayStation Home
PlayStation Home es un servicio de comunidad para la PSN. El servicio Home permite a los usuario crear su propio avatar para su consola PS3, este avatar tiene su propia casa, la cual puede ser decorada con ítems que los jugadores pueden recibir de distintas maneras(algunas de pago). Además incluye la capacidad de conocer a otros usuarios de PS3 en el medio virtual, interactuar con ellos, jugar, mostrar a sus amigos archivos multimedia almacenados en el disco duro de su PS3 y más.

## Trofeos PlayStation 3, PlayStation VITA, PlayStation 4 y PlayStation 5
Los Trofeos de PlayStation 3, PlayStation VITA, PlayStation 4 y PlayStation 5 son un sistema de puntuación en la consola PlayStation 3, PlayStation VITA, PlayStation 4 y PlayStation 5 introducido con la actualización 2.40 del PlayStation 3 system software. Esta actualización fue cancelada de que ocasionara que algunos sistemas quedaran temporalmente inutilizables. Este problema fue corregido con la versión 2.41 lanzada el 8 de julio de 2008.
Los desarrolladores de juegos tienen la obligación de incluir ciertas metas en sus juegos, las cuales harán que el usuario obtenga un trofeo. Los trofeos pueden ser de bronce, plata, oro y platino dado que ahora los trofeos son clasificados por su rareza y esas son: raro muy raro y ultra-raro; dando estos diferente número de puntos para lograr un nivel con el que comparar las habilidades de los jugadores. Un trofeo platino es otorgado al jugador cuando este obtiene todos los trofeos en un juego. Pequeños juegos (como los descargados de la PSN) no tienen trofeo platino.
Los trofeos se muestran en el perfil del usuario en la PSN junto con su nivel.
Los Trofeos de la PlayStation 3 son la respuesta por parte de Sony a los Logros Obtenidos en la Xbox 360.

## Life With PlayStation
Aunque en un principio el sistema se llamaba Folding@home y formaba parte del proyecto llevado a cabo por la universidad de Stanford para simular el plegado de proteínas y ayudar en la comprensión de este fenómeno para diversas aplicaciones, como la lucha contra el cáncer o el Alzheimer. Sony decidió hacerle varios añadidos de modo que el 26 de junio de 2008, el director ejecutivo de Sony Computer Entertainment, Kaz Hirai anunció Life With PlayStation para la PS3 a través de la PSN. El servicio muestra una imagen 3D de la Tierra que el usuario puede rotar y obtener noticias e información climatológica alrededor del mundo mediante diferentes canales.
En el E3 de 2008, Jack Tretton líder de SCEA de Sony, dijo que una asociación entre Sony y Google permitirá a los usuarios subir videos a YouTube desde los juegos. Esto también es parte del servicio "Life with PlayStation" anunciado para finales de julio de 2008, pero se postergó para agosto de 2008.

## PlayStation Plus

Logo de PlayStation Plus

PlayStation Plus, abreviado como PS Plus, es un servicio de suscripción pago de la PlayStation Network, el que brinda a los usuarios acceso a funciones prémium. Estos extras incluyen acceso anticipado a los próximos videojuegos, pruebas beta, descuentos regulares en tiendas y la posibilidad de tener actualizaciones de software del sistema y parches de juegos que se descargan automáticamente a la consola. Como parte de la suscripción, los miembros reciben dos juegos por mes, para su plataforma PlayStation 4, y 10 GB de espacio de almacenamiento en Internet para hasta 1,000 archivos guardados del juego. El modo multijugador en línea de PlayStation 4 requiere una suscripción de PlayStation Plus. Los usuarios pueden elegir una suscripción mensual, trimestral o anual. También existe una prueba de 14 días gratis de PS Plus

## Servicios Similares
- Xbox Network
- Nintendo Switch Online
- Nintendo Network
- Conexión Wi-Fi de Nintendo